# Zbór Ewangelicki w Rozłazinie
Zbór Ewangelicki w Rozłazinie – nieistniejący zbór (parafia) funkcjonująca w latach 1614–1641 lub 1571–1641.

## Powstanie i upadek zboru
Reformacja i protestantyzm do miejscowości dociera w drugiej połowie XVI w. Jednak dokładna data powstania samego zboru nie jest obecnie znana. Wiadomo jedynie, że wizytująca Rozłazino komisja ewangelicka w 1571 roku nie zastaje w miejscowości pastora. Dlatego datę tę można przyjąć jako jedną z możliwych powstania, zawiązania się zboru.

Pierwszy pastor notowany jest w 1614 roku. Miejscowość jest w tym czasie własnością książęcą dynastii Gryfitów.

W tym czasie również pobliska kaplica w Dzięcielcu wymieniana jest jako filia Rozłazina. Chociaż sam Dzięcielec i kapica jest patronatu prywatnego.
W 1637 roku umarł ostatni z przedstawicieli z dynastii Gryfitów, a Ziemia lęborsko-bytowska w tym Rozłazino wróciło pod panowanie polskie. Dlatego też miejscowość jak również kościół w tym czasie stał się własnością królewską. Dzięki zmianie przynależności terytorialnej na ziemie te wkracza kontrreformacja dążąca do rewindykacji i odebrania protestantom miejscowych kościołów m.in. w Rozłazinie. Głównym przedstawicielem ówczesnej kontrreformacji na terenie dekanatu lęborskiego był bp. Maciej Łubieński prowadzący na szerszą skalę akcję rekatolicyzacji ewangelików i odzyskiwania dóbr kościelnych.

W wyniku tego, że kościół w Rozłazinie stał się kościołem patronatu królewskiego został on odebrany protestantom. Ostatni pastor opuścił Rozłazino w 1641 roku i przeniósł się do pobliskiego Dzięcielca, a miejscowi protestanci utracili miejsce kultu.

## Po upadku zboru
W 1657 roku Ziemia lęborsko - bytowska przekazana została jako lenno polskie Brandenburgii i utracona. Doprowadziło to do zaprzestania na tych terenach kontrreformacji. Pomimo nowego patronatu miejscowy kościół pozostał w rękach katolickich. Spowodowało to kilka lat później w 1664 roku powstania nowego zboru w pobliskim Dzięcielcu. Skutkiem tego było utrzymywanie się przewagi liczebnej Ewangelików w samym Rozłazinie do połowy lat 40. XX w. W drugiej połowie lat 40 miejscowa autochtoniczna, ewangelicka, niemieckojęzyczna ludność pochodzenia kaszubskiego została w większości wysiedlona do Niemiec.

## Pastorzy
- Jerzy Floss  1614 - ?
- Jakub Grulike  ? - 1641